# Philip Lau
Wu Yi (Chino: 武艺) también conocido como Philip Lau o Philip Wu (武藝), es un cantante y actor chino. 

## Biografía
Se graduó de la Universidad de Toronto, en Canadá.

## Carrera
En el 2009 se convirtió en el campeón y segundo subcampeón en el área canadiense y norteamericana respectivamente de la competencia Karaoke King.
El 2 de junio del 2010 concursó en el programa de canto Super Boy donde quedó en tercer lugar.
En 2016 se unió al elenco recurrente de la serie Shuttle Love Millennium donde dio vida a Kong Xiao Dong en el año 1936.
En el 2018 se unió al elenco principal de la segunda temporada del programa The Inn junto a Liu Tao y su esposo Wang Ke, así como los actores Dylan Wang, Shen Yue y Kido Ma.

## Filmografía

### Programas de variedades
| Año                   | Programa               | Notas                    |
| --------------------- | ---------------------- | ------------------------ |
| 2018 - presente       | My Little One (My Boy) | miembro                  |
| 2013, 2015-2019, 2021 | Happy Camp             | 17 episodios - invitado  |
| 2019                  | Day Day Up             | invitado                 |
| 2018                  | The Inn Season 2       | 12 episodios - miembro   |
| 2010                  | Super Boy              | 3er. lugar - concursante |
| 2009                  | Karaoke King           | concursante              |

### Series de televisión
| Año  | Título                    | Personaje      | Notas        |
| ---- | ------------------------- | -------------- | ------------ |
| 2016 | Shuttle Love Millennium   | Kong Xiao Dong |              |
| 2014 | IPartment 4               | Ah De          |              |
| 2012 | Runaway Sweetheart        | -              |              |
| 2012 | The Star Academy of Magic | -              |              |
| 2011 | Hold Your Youth           | Zheng Yu       | 10 episodios |
| 2011 | Hello Summer              | Dai Zhou       | 8 episodios  |

### Películas
| Año  | Título            | Personaje | Notas                                                    |
| ---- | ----------------- | --------- | -------------------------------------------------------- |
| 2013 | Murcielago        | -         | junto a Deng Ziyi, Law Kar-ying, He Xianwei y David Duan |
| 2012 | Campus Sweetheart | -         |                                                          |
| 2012 | Seer II           | -         |                                                          |
| 2012 | Love On That Day  | Ah Lun    | junto a Mario Maurer, Ye Qing, Kan Qingzi y Gong Hanlin  |

## Discografía
| Lanzamiento              | Canción                              | Notas                                                      |
| ------------------------ | ------------------------------------ | ---------------------------------------------------------- |
| 2012                     | "Only You (只有你们)                 | -                                                          |
| 2012                     | "Micro Sweet (微甜)                  | -                                                          |
| 2012                     | "Make a Wish" (许愿)                 | (canción principal de su primer disco: "Qiu Bite's Love".) |
| 2012                     | "Qiu Bite‘s Love" (见习爱)           | -                                                          |
| 10 de febrero de 2012    | "Everyday Valentine" (天天情人节)    | junto a Mengni Fu (付梦妮)                                 |
| 2012                     | "Seek Moon" (问月)                   | -                                                          |
| 2011                     | "Gelivable Youth" (给力青春)         | -                                                          |
| 14 de junio de 2011      | "Tidal Movement" (潮流运动)          | -                                                          |
| 11 de agosto de 2011     | "Extension Line of Love (爱情延长线) | -                                                          |
| 20 de septiembre de 2010 | "Rainy Day" (下雨天)                 | -                                                          |